# Černý kocour
Černý kocour (anglicky „The Black Cat“) je hororová povídka spisovatele Edgara Allana Poea. Poprvé byla vydána roku 1843.

## Děj příběhu
Hlavní postavou a také vypravěčem je milovník zvířat. Jednou najde černého kocoura, a protože jeho žena zvířata také miluje, nechají si ho. Černý kocour se brzy stane vypravěčovým oblíbencem.
Muž ale propadne alkoholu a svá zvířata začne bít, na svou manželku je nevrlý a černého kocoura začne nenávidět. Jednou mu vzteky vypíchne oko. Kocour se mu začne vyhýbat, to jej ale nezachrání: nakonec se ho muž rozhodne oběsit. Druhý den ráno ho probudí výkřiky z ulice - jeho dům je v plamenech. Později se k němu donesou podivné historky o zdi jeho domu. Jde se tam tedy podívat a s hrůzou zjistí, že na jediné zdi, která zůstala z jeho shořelého domu, je obtisknut černý kocour s lanem kolem krku.
Přijde mu to podivné. Věc si vysvětluje tak, že kocoura na stromě během požáru lidé rychle objevili. Někdo ho odvázal, vhodil oknem do jeho pokoje. Poté vápno omítky nějak reagovalo se čpavkem a vytvořilo kocourův obrys na stěně.
Kocour mu stále leží v hlavě. Rozhodne se sehnat jiného, co nejvíce podobného. V hospodě objeví kocoura, který je úplně stejný, jako ten původní, až na bílé chlupy na hrudi. Zjistí, že nikomu nepatří a vezme si ho domů.
Jeho žena si nového kocoura zamiluje. On se alkoholu oddává víc a víc. Snaží se kocourovi vyhýbat, ten ho ale pronásleduje po celém domě, a když se pak jednou rozzuří, pokusí se ho zabít sekyrou. Máchne a ve sklepě se náhle objeví jeho žena, která mužovu ruku zachytí. On vyrve svou ruku z jejího sevření a v záchvatu hněvu ji sekne do hlavy. Chvíli je zděšen, ale pak ji chladnokrevně zazdí do sklepní zdi.
Když se rozkřikne, že žena zmizela a dům přijde prohlédnout policie, popadne muže jakýsi záchvat radosti z jeho úkrytu pro mrtvolu a neustále říká věty jako „Podívejte se na ty pevné zdi“ a „Ty jsou tu už tak dlouhou dobu!“ Je si jistý, že mrtvolu nikdy neobjeví. Náhle se ale ozve výkřik, nelidský, až všem ztuhne krev v žilách. Vychází ze zdi. Policie zeď rychle rozkope a přijde na děsivý objev – ve zdi je zazděna pohřešovaná manželka a na její hlavě sedí černý kocour s bílou skvrnou na hrudi. To on vydal ten děsivý výkřik. A co je hlavní, ten kocour stále žije!
Muž je odsouzen k popravě a v posledních chvílích svého života sepisuje příběh o kocourovi, který mu zničil život. Celý příběh končí jeho zoufalým zvoláním: „Zazdil jsem obludu do hrobky!“
Vysvětlení je nejasné – kdo nebo co byl ve skutečnosti Černý kocour? Byl to démon, ďábel nebo čarodějnice? Je jen na čtenáři, jak si to vyloží.

## Česká vydání
Česky vyšla povídka v následujících sbírkách nebo antologiích:
- Černý kocour (Mladá fronta (edice Četba pro školy), 1988, překlad Josef Schwarz, brožovaná, 152 stran, náklad 45 000 [2])
- Černý kocour a jiné hororové povídky (B4U Publishing, 2007)
- Démon zvrácenosti: Detektivní a jiné senzační příběhy, Hynek, s.r.o. , 1999, ISBN 80-86202-45-3, překlad Josef Schwarz, vázaná, 184 stran, autor obálky: Petr Sacher
- Drakula a jiné horory (Fénix, 1993)
- Edgar (Dryada, 2008)
- Fantastic Tales / Fantastické příběhy (Fragment, 2004)
- Jáma & kyvadlo a jiné fantastické příběhy (Nakladatelství XYZ, 2007)
- Jáma a kyvadlo a jiné povídky (Odeon 1975, 1978, 1987, 1988 a Levné knihy KMa 2002 [3])
- Pád do Maelströmu a jiné povídky (Argo, 2007, ISBN 978-80-7203-939-5, překlad Josef Schwarz a Ladislav Šenkyřík, vázaná, 248 stran, autor obálky: Alén Diviš)
- Předčasný pohřeb a jiné povídky (Mladá fronta, 1970)
- V mistrově stínu: Povídky Edgara Allana Poea (Nakladatelství XYZ , 2010, ISBN 978-80-7388-301-0, překlad Vítězslav Nezval, Tomáš Pekárek, Josef Schwarz, Ladislav Šenkyřík, Jaroslav Vrchlický, vázaná, 384 stran, obálka: Isifa Image Service a Jakub Karman)
- Zrádné srdce: Výbor z díla (Naše vojsko, 1959, překlad Josef Schwarz, vázaná s papírovým přebalem, 676 stran)